# Dolichotachina bona
Dolichotachina bona är en tvåvingeart som beskrevs av Zumpt 1974. Dolichotachina bona ingår i släktet Dolichotachina och familjen köttflugor.
Artens utbredningsområde är Nigeria. Inga underarter finns listade i Catalogue of Life.